# Tréglamus
Tréglamus (/tʁe.gla.mys/) est une commune française située en Trégor dans le département des Côtes-d'Armor, en région Bretagne. Son nom breton est Treglañviz.

## Géographie
|           | Pédernec  |         |
| Louargat  | Tréglamus | Plouisy |
| Gurunhuel | Moustéru  |         |

### Hydrographie
Pour un article plus général, voir Réseau hydrographique des Côtes-d'Armor.
La commune est située dans le bassin Loire-Bretagne. Elle est drainée par le Jaudy et le ruisseau de Prat-an-lan,,.
Le Jaudy, d'une longueur de 48 km, prend sa source dans la commune  et se jette  dans la Manche en limite de Plouguiel et de Kerbors, après avoir traversé 13 communes. 

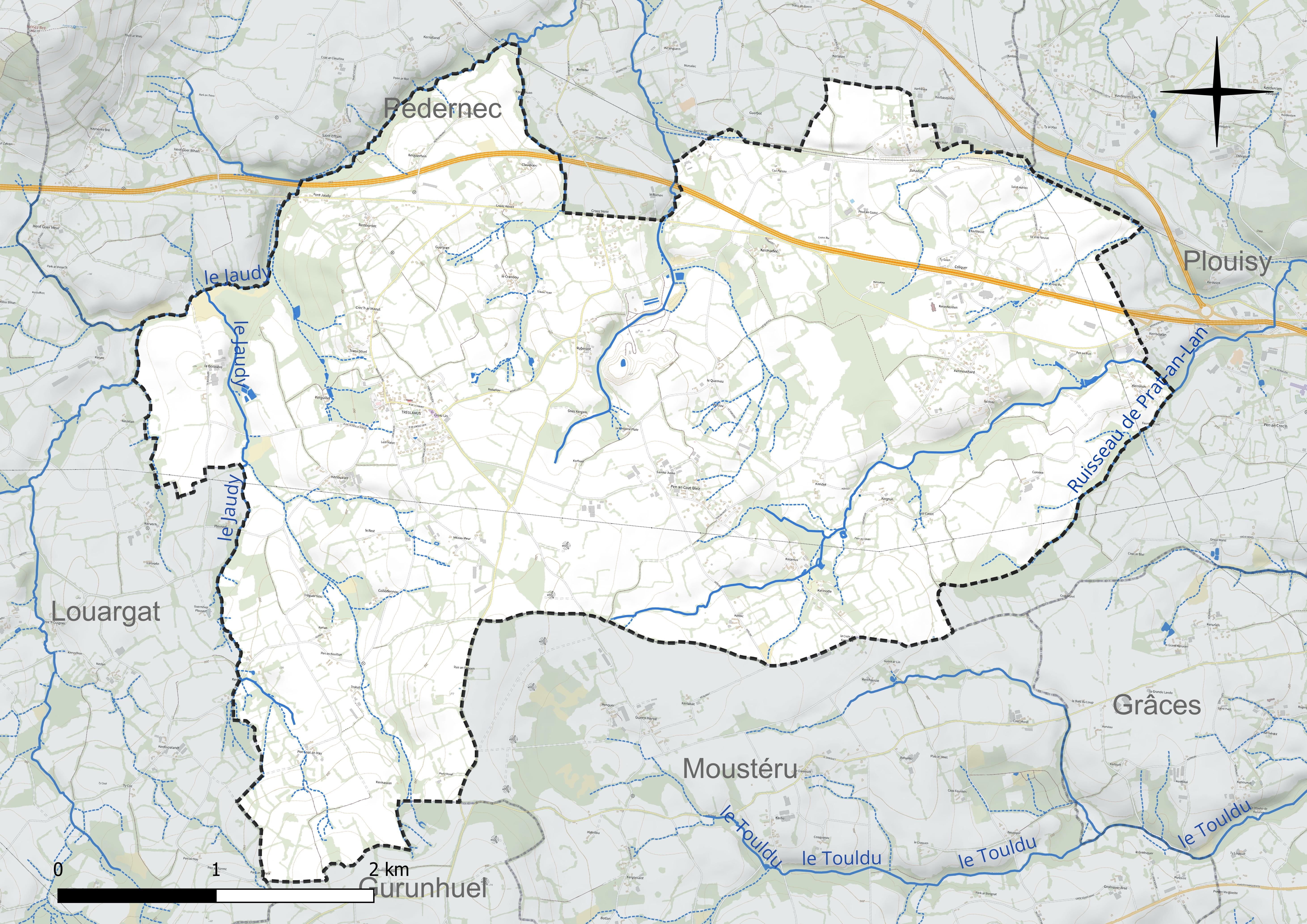
Réseau hydrographique de Tréglamus.

### Climat
Pour des articles plus généraux, voir Climat de la Bretagne et Climat des Côtes-d'Armor.
En 2010, le climat de la commune est de type climat océanique franc, selon une étude du CNRS s'appuyant sur une série de données couvrant la période 1971-2000. En 2020, Météo-France publie une typologie des climats de la France métropolitaine dans laquelle la commune est exposée à un climat océanique et est dans la région climatique Finistère nord, caractérisée par une pluviométrie élevée, des températures douces en hiver (6 °C), fraîches en été et des vents forts. Parallèlement l'observatoire de l'environnement en Bretagne publie en 2020 un zonage climatique de la région Bretagne, s'appuyant sur des données de Météo-France de 2009. La commune est, selon ce zonage, dans la zone « Intérieur », exposée à un climat médian, à dominante océanique.
Pour la période 1971-2000, la température annuelle moyenne est de 10,5 °C, avec une amplitude thermique annuelle de 11,5 °C. Le cumul annuel moyen de précipitations est de 1 109 mm, avec 15,7 jours de précipitations en janvier et 8,5 jours en juillet. Pour la période 1991-2020, la température moyenne annuelle observée sur la station météorologique la plus proche, située sur la commune de La Roche-Jaudy à 21 km à vol d'oiseau, est de 11,8 °C et le cumul annuel moyen de précipitations est de 887,1 mm,. Pour l'avenir, les paramètres climatiques de la commune estimés pour 2050 selon différents scénarios d'émission de gaz à effet de serre sont consultables sur un site dédié publié par Météo-France en novembre 2022.

## Urbanisme

### Typologie
Au 1er janvier 2024, Tréglamus est catégorisée commune rurale à habitat dispersé, selon la nouvelle grille communale de densité à 7 niveaux définie par l'Insee en 2022.
Elle est située hors unité urbaine. Par ailleurs la commune fait partie de l'aire d'attraction de Guingamp, dont elle est une commune de la couronne,. Cette aire, qui regroupe 15 communes, est catégorisée dans les aires de moins de 50 000 habitants,.

### Occupation des sols
L'occupation des sols de la commune, telle qu'elle ressort de la base de données européenne d’occupation biophysique des sols Corine Land Cover (CLC), est marquée par l'importance des territoires agricoles (89 % en 2018), en diminution par rapport à 1990 (91 %). La répartition détaillée en 2018 est la suivante :
terres arables (41,2 %), zones agricoles hétérogènes (35,4 %), prairies (12,4 %), forêts (6,4 %), zones urbanisées (2,9 %), mines, décharges et chantiers (1,7 %). L'évolution de l’occupation des sols de la commune et de ses infrastructures peut être observée sur les différentes représentations cartographiques du territoire : la carte de Cassini (XVIIIe siècle), la carte d'état-major (1820-1866) et les cartes ou photos aériennes de l'IGN pour la période actuelle (1950 à aujourd'hui).

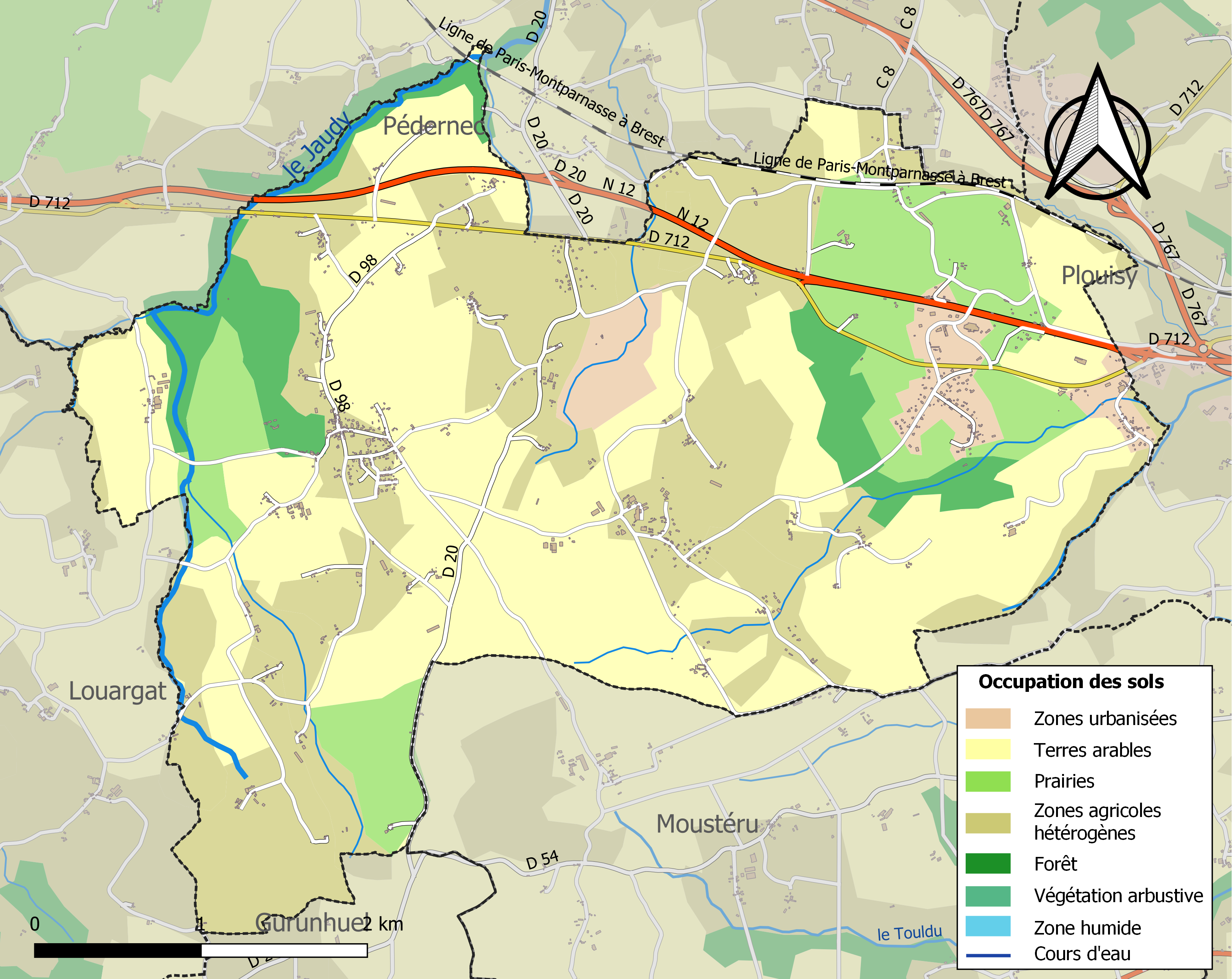
Carte des infrastructures et de l'occupation des sols de la commune en 2018 (CLC).

## Toponymie
Le nom de la localité est attesté sous les formes Treglanfus en 1427, treff de Treglamus en 1480, Treffglaffus en 1486, Treglaffus en 1581.
Tréglamus vient de l’ancien breton trev (habitat) et de l'anthroponyme inconnu Glanmeus, Glamus, Klanvus ou Amus,.
Les Tréglamusois sont surnommés les « Cocagnards », un gentilé non officiel qui s'est imposé au fil du temps et dont l'origine serait une fleur bleue, dite localement de Cocagne, qui poussait dans les landes voisines. Le bulletin municipal s'appelle « Le Cocagnard » et la salle des fêtes de la commune « Ti Cocagne ».

## Histoire

### L'Époque Moderne
Combat de Tréglamus ; le 10 février 1800 entre les Chouans de Pierre Taupin et les Républicains.

### LeXXesiècle

#### Les guerres duXXesiècle
Le monument aux morts porte les noms des 92 soldats morts pour la Patrie :
- 79 sont morts durant la Première Guerre mondiale ;
- 9 sont morts durant la Seconde Guerre mondiale ;
- 2 sont morts durant la guerre d'Algérie ;
- 2 sont morts durant la guerre d'Indochine.

## Politique et administration
| Période                                  | Période    | Identité             | Étiquette | Qualité |
| ---------------------------------------- | ---------- | -------------------- | --------- | --- |
| Les données manquantes sont à compléter. |            |                      |           | |
|                                          |            | Pierre Mahé          |           | |
|                                          |            | Jean-Marie Le Bartz  |           | |
|                                          |            | Roland Le Craffer    |           | |
| 1818                                     | 1823       | Henry Bellein        |           | |
| 1823                                     | 1830       | Joseph Stéphan       |           | |
| 1830                                     | 1834       | Jean Marie Savidan   |           | |
| 1834                                     | 1840       | François Le Minoux   |           | Cultivateur |
| 1840                                     | 1853       | Pierre Penven        |           | Cultivateur |
| 1853                                     | 1856       | Jean Yves Le Bescont |           | Cultivateur |
| 1856                                     | 1870       | Yves Toinen          |           | |
| 1870                                     | 1885       | Yves Le Bonniec      |           | |
| 1885                                     | 1888       | Yves Le Guyader      |           | Cultivateur |
| 1888                                     | 1896       | Jean Garmès          |           | |
| 1896                                     | 1896       | Yves Marie Rouxel    |           | |
| 1896                                     |            | Henri Le Bonniec     |           | Cultivateur |
| 1919                                     | mai 1929   | M. Stéphan           |           | |
| mai 1929                                 | après 1941 | M. Malcavet          |           | |
| Les données manquantes sont à compléter. |            |                      |           | |
| avant 1950                               | mars 1959  | François Stéphan     |           | |
| mars 1959                                | mars 1971  | Jean Le Gall         |           | |
| mars 1971                                | mars 1983  | Jean Monfort         |           | Cultivateur à Kerlouaver |
| mars 1983                                | juin 1995  | Laurent Le Calvez    | PS        | Consultant, ancien assistant parlementaire |
| juin 1995                                | mars 2008  | José Rivoal          | PS        | Conseiller commercial 2e vice-président de la CC du Pays de Belle-Isle-en-Terre (2001 → 2008) |
| mars 2008                                | En cours   | Dominique Pariscoat  | DVD       | Agriculteur Président de la CC du Pays de Belle-Isle-en-Terre (2014 → 2016) 6e vice-président de Guingamp-Paimpol Agglomération (2017 → 2020) 13e vice-président de Guingamp-Paimpol Agglomération (2020 → 2021) 12e vice-président de Guingamp-Paimpol Agglomération (2021 → ) |

## Démographie
L'évolution du nombre d'habitants est connue à travers les recensements de la population effectués dans la commune depuis 1793. Pour les communes de moins de 10 000 habitants, une enquête de recensement portant sur toute la population est réalisée tous les cinq ans, les populations de référence des années intermédiaires étant quant à elles estimées par interpolation ou extrapolation. Pour la commune, le premier recensement exhaustif entrant dans le cadre du nouveau dispositif a été réalisé en 2008.

En 2022, la commune comptait 1 100 habitants, en évolution de +8,48 % par rapport à 2016 (Côtes-d'Armor : +1,78 %, France hors Mayotte : +2,11 %).
| 1793 | 1800  | 1806  | 1821  | 1831  | 1836  | 1841  | 1846  | 1851  |
| ---- | ----- | ----- | ----- | ----- | ----- | ----- | ----- | ----- |
| 785  | 1 200 | 1 250 | 1 316 | 1 493 | 1 493 | 1 487 | 1 587 | 1 575 |

| 1856  | 1861  | 1866  | 1872  | 1876  | 1881  | 1886  | 1891  | 1896  |
| ----- | ----- | ----- | ----- | ----- | ----- | ----- | ----- | ----- |
| 1 509 | 1 574 | 1 582 | 1 535 | 1 502 | 1 504 | 1 511 | 1 445 | 1 373 |

| 1901  | 1906  | 1911  | 1921  | 1926  | 1931  | 1936  | 1946  | 1954 |
| ----- | ----- | ----- | ----- | ----- | ----- | ----- | ----- | ---- |
| 1 337 | 1 327 | 1 415 | 1 245 | 1 236 | 1 132 | 1 058 | 1 025 | 947  |

| 1962 | 1968 | 1975 | 1982 | 1990 | 1999 | 2006 | 2008 | 2013 |
| ---- | ---- | ---- | ---- | ---- | ---- | ---- | ---- | ---- |
| 840  | 757  | 715  | 763  | 795  | 836  | 946  | 977  | 981  |

| 2018  | 2022  | - | - | - | - | - | - | - |
| ----- | ----- | - | - | - | - | - | - | - |
| 1 055 | 1 100 | - | - | - | - | - | - | - |

## Culture locale et patrimoine

### Lieux et monuments
- Église Saint-Blaise (XVe et XVIe siècles).
- Fontaine Saint-Blaise.
- Motte féodale de Comorre.
- Manoir de Kerguillay (privé).
- Menhir de Restournec.

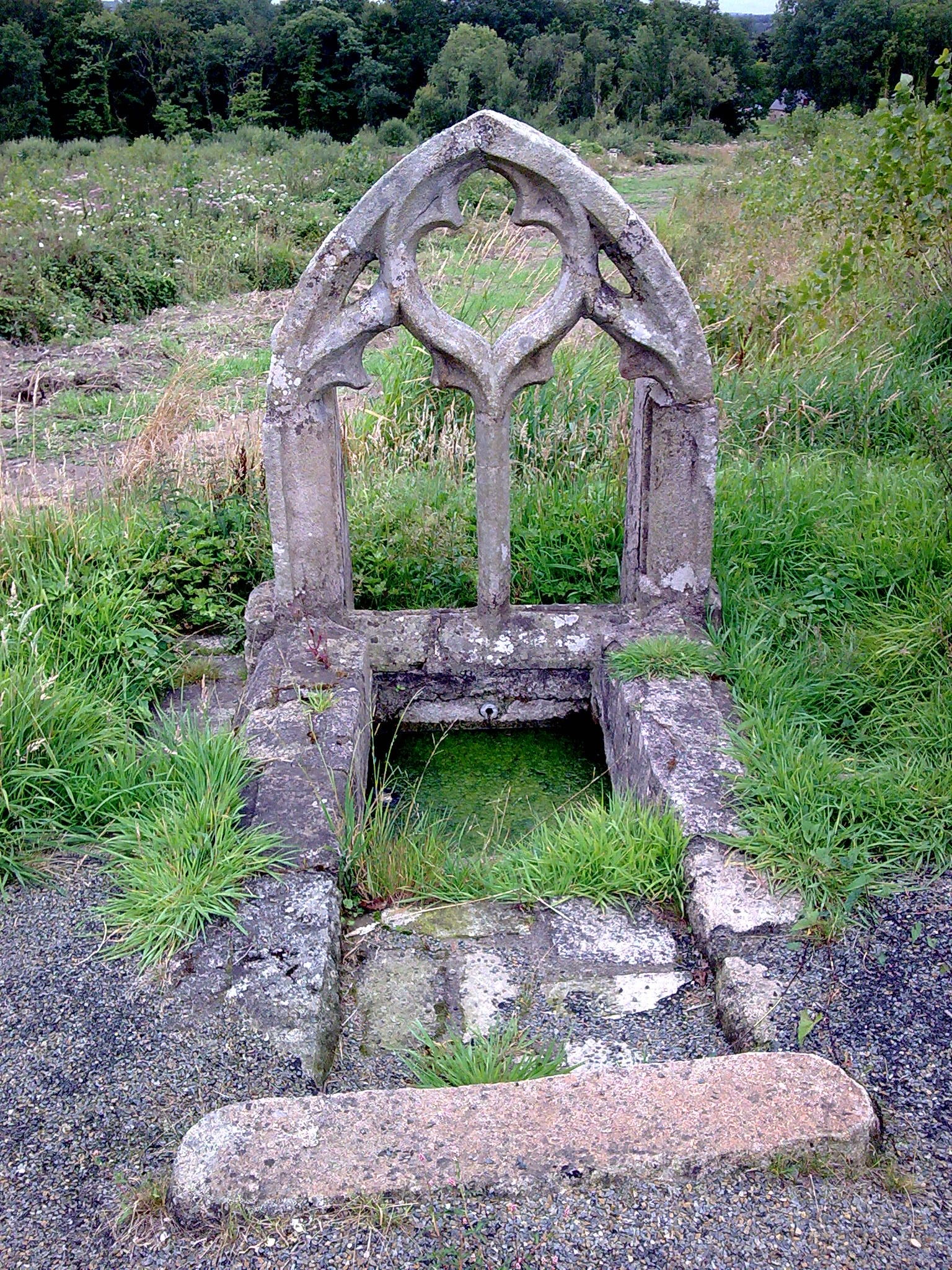
Fontaine Saint-Blaise.

- Ecole élémentaire Celestine et Aristide Guévellou.

### Personnalités liées à la commune
- Pierre Taupin (1753-1800), chef chouan tué lors du combat de Tréglamus